# Haworthiopsis limifolia
Haworthiopsis limifolia, coneguda abans com Haworthia limifolia, és una espècie suculenta que pertany a la subfamília de les asfodelòidies.

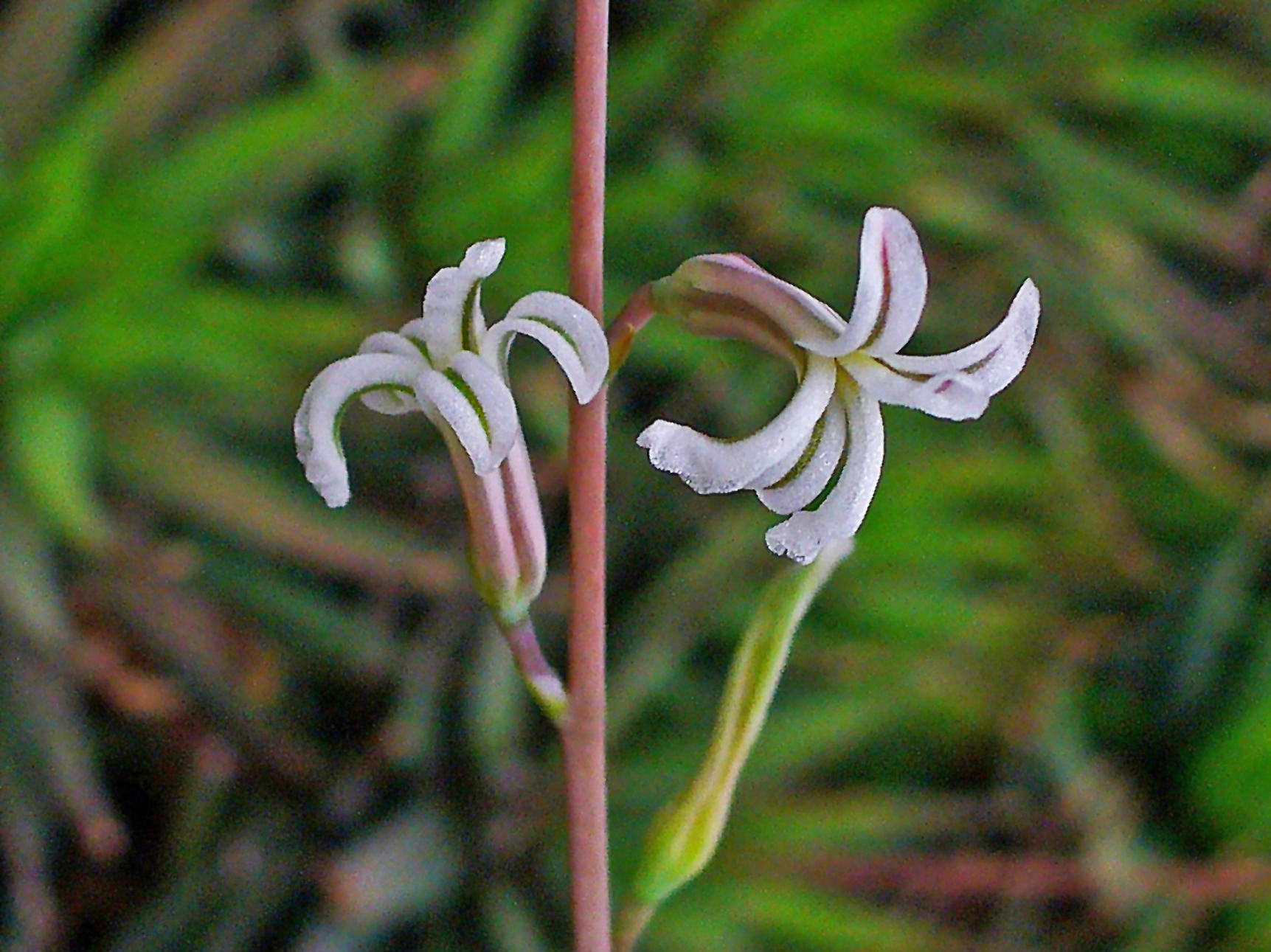
Detall de la flor

## Morfologia
H. limifolia és una planta herbàcia suculenta i perennifòlia amb plançons de la base que formen raïms densos de plantes. Les fulles erectes es produeixen en una roseta compacta de 12 cm de diàmetre, la làmina de 3-10 cm de llargada, i 2-4 cm d'amplada a la base, deltoides, gruixudes i rígides, de color verd uniformement brillant, amb camellones o més o menys llises en ambdues cares, fosca quilla cap a l'àpex al revers, el marge lleugerament estriat. La inflorescència erecta és simple, de 35 cm d'alt; amb un peduncle de fins a 20 cm de llarg amb unes quantes bràctees estèrils per sota de la inflorescència. Es disposa en forma de raïm de 15 cm de llarg, amb flors, bracteades. El periant és de 14 mm de llarg, cilíndric, de 3,5 mm de diàmetre a l'ovari i s'estreny cap a la boca, dos llavis, amb els segments blancs amb un nervi central de color marró verdós.

## Distribució
Haworthiopsis limifolia és originària del sud-est d'Àfrica (Eswatini, sud de Moçambic i les províncies sud-africanes de KwaZulu-Natal i Mpumalanga).

## Taxonomia
Haworthia limifolia va ser descrita per Hermann Wilhelm Rudolf Marloth i publicat a Transactions of the Royal Society of South Africa 1: 409, a l'any 1910 i reubicada a Haworthiopsis com a Haworthiopsis reinwardtii per G.D.Rowley el 2013.
Etimologia
Haworthiopsis: La terminació -opsis deriva del grec ὀψις (opsis), que significa 'aparença', 'semblant' per la qual cosa, Haworthiopsis significa "com a Haworthia", i que honora al botànic britànic Adrian Hardy Haworth (1767-1833).
limifolia: epítet llatí que significa "amb fulles esmolades"
Varietats acceptades
- Haworthiopsis limifolia var. limifolia (varietat tipus)
- Haworthiopsis limifolia var. arcana (Gideon F.Sm. i N.R.Crouch) G.D.Rowley
- Haworthiopsis limifolia var. gigantea (M.B.Bayer) G.D.Rowley
- Haworthiopsis limifolia var. glaucophylla (M.B.Bayer) G.D.Rowley
- Haworthiopsis limifolia var. ubomboensis (I.Verd.) G.D.Rowley[9]

Formes
| Imatge | Nom científic                                      | Descripció | Distribució                         |
| ------ | -------------------------------------------------- | --- | ----------------------------------- |
|        | Haworthiopsis limifolia var. limifolia f. spiralis | Aquesta petita suculenta perenne sembla un conjunt de petites rosetes, caracteritzades per fulles dentades punxegudes de forma espiral, d'un color verd brillant. A l'hivern, a causa de les baixes temperatures, pot agafar un color vermellós. Produeix petites flors tubulars de color blanc verdós a partir d'una fina tija central.                                |                                     |
|        | Haworthiopsis limifolia var. limifolia f. striata  | És semblant a Haworthiopsis limifolia var. limifolia amb tots els solcs i crestes profundes. Les carenes en aquesta forma es destaquen amb una coloració blanquinosa. La roseta creix fins a 10 cm de diàmetre. Les flors són blanques amb venes verdoses i apareixen en una inflorescència de fins a 35 cm d'alçada.                                                   | És originari de l'Àfrica meridional |
|        | Haworthiopsis limifolia f. variegata               | és una bonica suculenta amb rosetes que creixen fins a 10 cm de diàmetre. Les fulles són jaspiades de color crema o groc i verd, triangulars a ovades-lanceolades, esteses, molt amples a la base, de fins a 7,5 cm de llarg, i fins a 2,5 cm d'amplada. Les flors són blanques, tubulars, poc vistoses, i emergeixen en grups sobre una tija de fins a 35 cm d'alçada. |                                     |